# Kom, låt oss alla samlas
Kom, låt oss alla samlas är en psalm med text och musik skriven 1978 av Christer Hultgren. Texten är hämtad ur Första Korinthierbrevet 11:23-26.

## Publicerad i
- Segertoner 1988 som nr 406 under rubriken "Den kristna gemenskapen - Nattvarden".[1]